# دیوید نیل مکنزی
دیوید نیل مکنزی (به انگلیسی: David Neil MacKenzie) (زادهٔ ۸ آوریل ۱۹۲۶ در لندن – درگذشتهٔ ۱۳ اکتبر ۲۰۰۱ در بنگور، ولز) پژوهشگر بنام در زمینهٔ زبان‌های ایرانی بود.
او زادهٔ لندن بود. در ۱۹۴۳ داوطلبانه به ارتش انگلستان پیوست و در ۱۹۴۵ در هندوستان — که آن زمان مستعمرهٔ بریتانیا بود — خدمت نمود. در همان‌جا بود که مکنزی زبان پشتو را آموخت. از همین‌جا بود که مکنزی با زبان‌های ایرانی آشنا شد. به‌زودی او دانش‌آموختهٔ زبان‌های پارسی، پارسی میانه و پارسی باستان از دانشگاه لندن گردید. میان سال‌های ۱۹۶۱–۱۹۶۲ او تز دکتری‌اش را در زمینهٔ مطالعات گویش‌های کردی ارائه داد که سبب بلندآوازگی او به‌عنوان یک زبان‌شناس و ایران‌شناس گردید.
در ۱۹۷۵ او کرسی زبان‌شناسی دانشگاه گوتینگن آلمان را به دست آورد. در ۱۹۹۴ بازنشست شد و در بنگور در ولز شمالی سکنی گزید. در این زمان او به عضویت آکادمی بریتانیا درآمد. مکنزی در سال ۲۰۰۱ در ۷۵سالگی در بنگور درگذشت. وی دارای سه پسر و یک دختر بود.
مکنزی به بسیاری از زبان‌های ایرانی چون پشتو، کردی، گورانی، اورامی (هورامی)، خوارزمی، پهلوی و زبان سغدی به‌خوبی آشنایی داشت. کتاب فرهنگ کوچک زبان پهلوی (یا فرهنگ مختصر پهلوی) او — که در ۱۹۷۱ نوشت و مهشید میرفخرایی با عنوان فرهنگ کوچک پهلوی به فارسی ترجمه کرده‌است — از کارهای ماندگار او و منبعی برای مطالعهٔ متن‌های پارسی میانه است. فرهنگ زبان خوارزمی وی با مرگش نیمه‌تمام ماند.
مکنزی، علاوه بر زبان‌های ایرانی، در زبان‌های انیرانی‌ای همچون عربی و چینی نیز دستی داشت.

## ترجمه به فارسی
از دیوید نیل مکنزی تاکنون آثار زیر به زبان فارسی ترجمه شده و به چاپ رسیده‌است:
- م‍ک‍ن‍زی، دی.ان. گویش اورامی (هورامی): کلیات دستور زبان و متون، ترجمهٔ محمدصدیق زاهدی، تهران: پانیذ، ۱۳۹۲.
- م‍ک‍ن‍زی، دی.ان. ف‍ره‍ن‍گ ک‍وچ‍ک زب‍ان پ‍ه‍ل‍وی، ت‍رج‍م‍هٔ م‍ه‍ش‍ی‍د م‍ی‍رف‍خ‍رای‍ی، ت‍ه‍ران: پ‍ژوه‍ش‍گ‍اه ع‍ل‍وم ان‍س‍ان‍ی و م‍طال‍ع‍ات ف‍ره‍ن‍گ‍ی، ۱۳۸۸.
- ده گفتار دربارهٔ زبان خوارزمی، آثاری از والتربرونو هنینگ، دیویدنیل مکنزی، هلموت هومباخ، گراردو نیولی، ترجمهٔ یدالله منصوری، تهران: طهوری، ۱۳۸۷.

### دیگر آثار ترجمه‌شدهٔ مرتبط با مکنزی
- ه‍ن‍ی‍ن‍گ، وال‍ت‍ر ب‍رون‍و ه‍رم‍ان، ب‍خ‍ش‍ی از ف‍ره‍ن‍گ خ‍وارزم‍ی، ب‍ه‌ک‍وش‍ش د.ن. م‍ک‍ن‍زی، ت‍ه‍ران، ان‍ت‍ش‍ارات دان‍ش‍گ‍اه ت‍ه‍ران، ۱۳۱۷؛ ۵۵ صفحه.
- دی‍اک‍ون‍وف، ای‍گ‍ور م‍ی‍خ‍ائ‍ی‍ل‍ووی‍چ و آ. ل‍ی‍وش‍ی‍ت‍س، ک‍ت‍ی‍ب‍ه‌ه‍ای اش‍ک‍ان‍ی ن‍ی‍س‍ا (اس‍ن‍اد اق‍ت‍ص‍ادی)، وی‍راس‍ت‍ار دی‍وی‍د م‍ک‍ن‍زی، ت‍رج‍م‍هٔ ش‍ه‍رام ح‍ی‍درآب‍ادی‍ان، ت‍ه‍ران: ک‍لام ش‍ب‍دا، ۱۳۸۳.
- م‍ان‍ی، ش‍اپ‍ورگ‍ان: اث‍ر م‍ان‍ی درب‍ارهٔ روی‍داده‍ای پ‍ای‍ان ج‍ه‍ان، آوان‍وی‍س‍ی، ت‍رج‍م‍ه، اس‍اطی‍ر ب‍راس‍اس ق‍رائ‍ت م‍ک‍ن‍زی، ب‍ه‌ک‍وش‍ش ن‍وش‍ی‍ن ع‍م‍ران‍ی، ت‍ه‍ران: اش‍ت‍اد، ۱۳۷۹.